# Pláka (Lassíthi)
Pour les articles homonymes, voir Pláka (homonymie).
Pláka, en grec moderne : Πλάκα, est un village du dème d'Ágios Nikólaos, dans le district régional de Lassíthi de la Crète, en Grèce. Selon le recensement de 2011, la population de Pláka compte 94 habitants. 
Il est situé à 16 km d'Ágios Nikólaos.

## Recensements de la population
| Recensements | 1928 | 1940 | 1951 | 1961 | 1971 | 1981 | 2001 | 2011 |
| ------------ | ---- | ---- | ---- | ---- | ---- | ---- | ---- | ---- |
| Population   | 64   | 96   | 115  | 39   | 37   | 43   | 50   | 94   |

## Source de la traduction
- (el) Cet article est partiellement ou en totalité issu de l’article de Wikipédia en grec moderne intitulé « Πλάκα Λασιθίου » (voir la liste des auteurs).